# Ngilir
Ngilir is een bestuurslaag in het regentschap Kendal van de provincie Midden-Java, Indonesië. Ngilir telt 2345 inwoners (volkstelling 2010).